# Yoshiaki Ajari
Sensei Yoshiaki Ajari, 8e dan de karaté wado-ryu est né au Japon en 1933. 

## Historique
À l'âge de 13 ans, il a commencé l'étude du karaté goju-ryu. Il avait déjà atteint le rang de 2e dan de ce style quand il est allé à l'Université Meiji. C'est là qu'il a rencontré le fondateur du wado-ryu, Hironori Ōtsuka et a décidé d'étudier avec lui.
En 1957, afin de poursuivre ses études en architecture, Ajari est parti aux États-Unis où il a obtenu son diplôme de l'Université de Californie à Berkeley. En 1963, il a ouvert un des premiers dojos de karate-do japonais à Berkeley. En 1965, il a aidé à l'organisation  d'un tournoi qui a attiré certains des plus célèbres maîtres de karaté du Japon. Ajari est conseiller technique à la US National Karatedo. Il est également auteur de nombreux ouvrages sur le karaté.